# Barybas parvula
Barybas parvula är en skalbaggsart som beskrevs av Moser 1919. Barybas parvula ingår i släktet Barybas och familjen Melolonthidae. Inga underarter finns listade.